# Kristina Orbakaitė
Kristina Edmundowna Orbakaitė (ros. Кристина Эдмундовна Орбакайте; ur. 25 maja 1971 w Moskwie) – rosyjska piosenkarka i aktorka. Córka litewskiego artysty cyrkowego Mykolasa Orbakasa oraz rosyjskiej piosenkarki Ałły Pugaczowej.

## Życiorys
Kristina Orbakaitė urodziła się 25 maja 1971 roku w Moskwie. Dzieciństwo spędziła w litewskiej wiosce Święta na wybrzeżu Morza Bałtyckiego, od 1973 roku będącej dzielnicą Połągi. Gdy miała cztery lata jej rodzice rozwiedli się. Pozostała wtedy pod opieką matki, jednak jej ojciec nadal brał czynny udział w życiu córki. Ze względu na częste trasy koncertowe obojga rodziców Kristina rzadko ich widywała i mieszkała u babć – albo w Moskwie, albo w pobliżu Połągi.
W wieku 7 lat Orbakaitė zadebiutowała jako artystka występem w sowieckim telewizyjnym programie dla dzieci Wiesiełyje Notki (Wesołe nutki), gdzie wykonała piosenkę Sołnyszko smiejotsia (Słonko się śmieje). Jako nastolatka żyła w Moskwie, gdzie podjęła naukę w liceum specjalizującym się w nauczaniu języka angielskiego. Po ukończeniu tej szkoły uczyła się śpiewu i gry na fortepianie, zaś po zetknięciu się ze spektaklami w Teatrze Bolszoj namówiła matkę, aby wysłała ją do szkoły baletowej, którą jednak po roku opuściła.
W 1983 roku zagrała rolę Leny Biessołcewej w filmie Straszydło.
Jako młoda kobieta pojawiła w filmach Wiwat, Gardemariny!, Gardemariny 3, Błagotworitelnyj bał oraz Granice. W 1992 roku wystąpiła w wakacyjnym programie z utworem Pogoworim. Piosenka stała się hitem i rozpoczęła swoją karierę muzyczną jako piosenkarka popowa. W 1994 roku wydała swój pierwszy debiutancki album „Wiernost”.
Po sukcesie w filmach oraz w muzyce, postanowiła spróbować swoich sił w teatrze. W 1995 roku zagrała rolę Helen Keller w adaptacji Williama Gibsona Cudotwórczyni na scenie Moskiewskiego Teatru Artystycznego. Za tę rolę otrzymała nagrodę od rosyjskiego ministerstwa kultury jako najlepsza aktorka teatralna. W tym samym roku Orbakaitė rozpoczęła także studia na wydziale aktorskim Rosyjskiego Uniwersytetu Sztuki Teatralnej w Moskwie, które ukończyła w 1998 roku.
W 1996 roku wydała swój drugi album „Zero godzin, zero minut”, a dwa lata później trzeci solowy album „Ty”. Pojawiła się także w filmach Doroga, dorogoj, dorogaja oraz Fara.
W 2000 roku została zwyciężczynią podczas gali World Music Awards w Monte Carlo w Monako na najlepszą rosyjską piosenkarkę. W tym samym roku ukazał się jej czwarty album „Maj”, a rok później zagrała w filmie Żenskoje sczastje (Szczęście kobiece).
W 2002 roku wydała swój piąty album „Wierz w cuda”, a także pojawiła się w serialu telewizyjnym Moskiewska Saga w roli Wiery. W tym samym roku podczas gali World Music Awards w Monte Carlo po raz kolejny została najlepszą rosyjską piosenkarką i tym samym zapewniła sobie drugie zwycięstwo.
W 2003 roku wydała swój szósty album „Przelotny ptak”, a dwa lata później ósmy album „My Life”. W tym samym roku została zwyciężczynią nagrody muzycznej MuzTV Music Award w kategorii na najlepszą piosenkarkę.
W latach 2007–2011 zagrała rolę Mariny Gołubiowej w trylogii filmów Miłość – zawiłość u boku Goszy Kucenko. W 2008 roku wydała kolejny ósmy album „Słyszysz, to ja”.

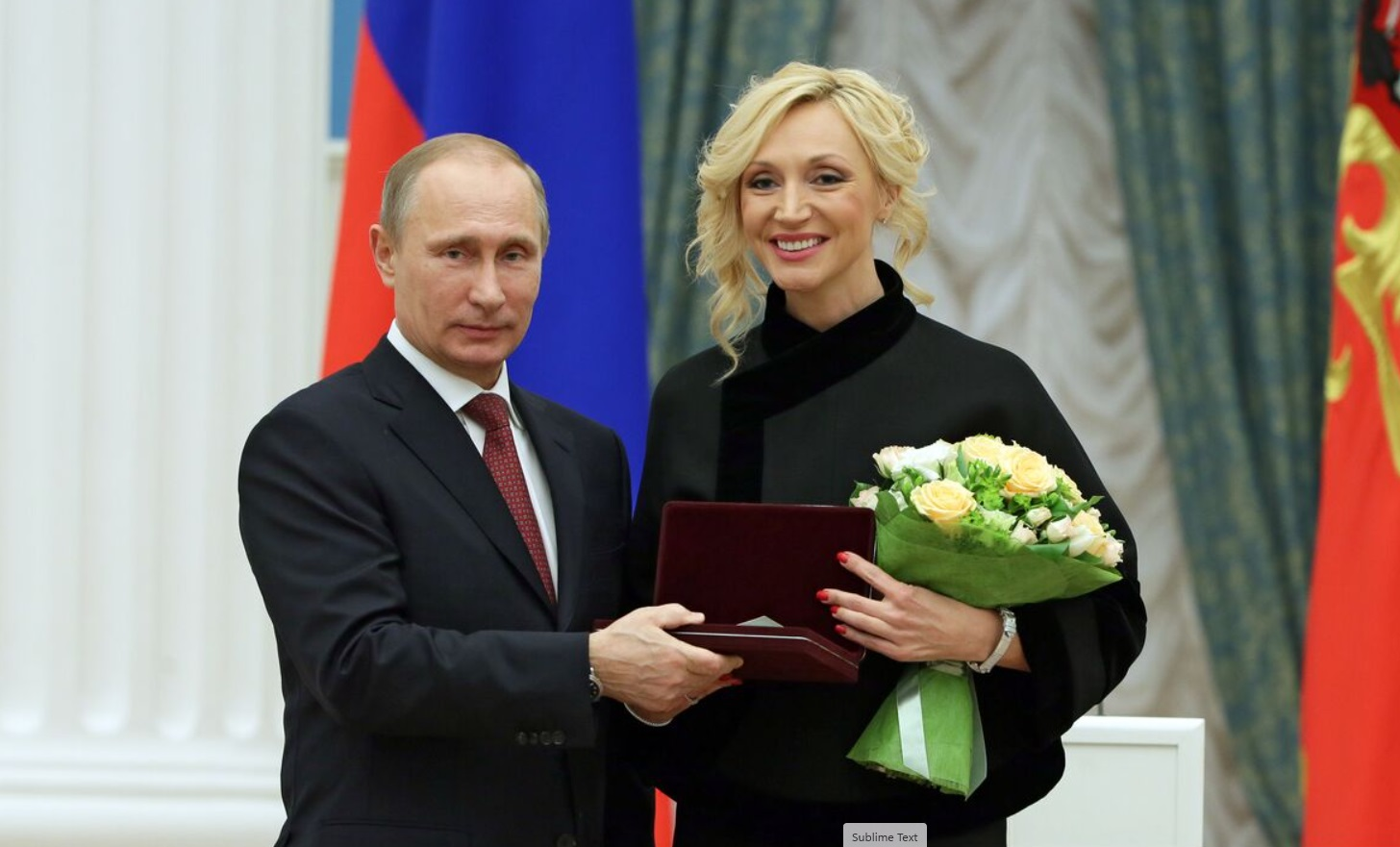
Orbakaitė otrzymuje nagrodę od Władimira Putina

W kwietniu 2013 roku wydała dziewiąty album „Maski”, a także rozpoczęła trasę koncertową po krajach bałtyckich. W tym samym roku została odznaczona tytułem Zasłużonej Artystki Federacji Rosyjskiej przez prezydenta Rosji Władimira Putina.
15 kwietnia 2023 roku, w urodziny Ałły Pugaczowej, wydała piosenkę „Ałła budiet piet” (ros. «Алла будет петь», tłum. „Ałła będzie śpiewać”), która została odebrana jako symbol wsparcia dla swojej matki, szeroko krytykowanej za postawę antywojenną i ucieczkę z Rosji. 

## Kariera
Debiut piosenkarki nastąpił w 1992, kiedy zaśpiewała piosenkę Pogoworim (Pogadajmy). Dwa lata później wydała pierwszy album „Wiernost'”. W 2002 dostała nagrodę w World Music Awards jako najlepsza rosyjska artystka oraz MuzTV Music Award w latach 2005–2006 jako najlepsza piosenkarka w Rosji.
Kristina Orbakaitė jest żoną rosyjskiego biznesmena Michaiła Ziemcowa, z poprzednich związków ma dwóch synów: Nikitę i Deniego. 30 marca 2012 roku urodziła córkę Klaudię.

## Dyskografia
- 1994 – Wierność (Верность)
- 1996 – Zero godzin, zero minut (Ноль Часов, Ноль Минут)
- 1998 – Ty (Ты)
- 1999 – Tej kobiecie, która... (Той Женщине, Которая...)
- 2000 – Maj (Май)
- 2001 – The Best
- 2001 – Remixes
- 2002 – Wierz w cuda (Верь В Чудеса)
- 2002 – Ocean miłości (Океан Любви)
- 2003 – Przelotny ptak (Перелётная птица)
- 2005 – My Life
- 2008 – Słyszysz, to ja... (Слышишь.. это я)
- 2011 – Encore Kiss (Поцелуй на бис)
- 2013 – Maski (Маски)

## Filmografia
- 1983: Straszydło, jako Lena
- 1993: Błagotworitelnyj bał, jako Szirli
- 1994: Granice, jako Katja
- 1997: Staryje piesni o gławnom 2, jako piosenkarka
- 1999: Fara, jako nieznajoma
- 2000: Istinnyje proiszestwija, jako dziewczyna
- 2004: Moskiewska Saga, jako Wiera Gordaja
- 2007: Zagowor, jako caryca
- 2007: Miłość – zawiłość, jako Marina Gołubiowa
- 2008: Miłość – zawiłość 2, jako Marina Gołubiowa
- 2011: Miłość – zawiłość 3, jako Marina Gołubiowa